# Carlos Eduardo Gutiérrez
Carlos Eduardo Gutiérrez Silva (Treinta y Tres, 25 dicembre 1976) è un ex calciatore uruguaiano, di ruolo centrocampista.